# Julia du Plessis
Julia du Plessis (* 27. Mai 1996) ist eine südafrikanische Hochspringerin.

## Sportliche Laufbahn
Erste internationale Erfahrungen sammelte Julia du Plessis bei den Juniorenweltmeisterschaften 2012 in Barcelona, bei denen sie mit einer Höhe von 1,78 m im Finale den zwölften Platz belegte. Im Jahr darauf gewann sie bei den Jugendweltmeisterschaften in Donezk mit 1,79 m die Bronzemedaille, wie auch bei den Juniorenafrikameisterschaften 2015 in Addis Abeba mit 1,75 m. Anschließend nahm sie erstmals an den Afrikaspielen in Brazzaville teil und gewann dort mit einer Höhe von 1,80 m die Bronzemedaille hinter Lissa Labiche von den Seychellen und der Nigerianerin Doreen Amata. 2016 erreichte sie bei den Afrikameisterschaften in Durban mit 1,73 m Rang acht und 2017 wurde sie bei der Sommer-Universiade in Taipeh mit 1,80 m Zehnte. Im Jahr darauf erreichte sie bei den Afrikameisterschaften in Asaba mit übersprungenen 1,75 m den sechsten Platz. 2019 erreichte sie bei den Studentenweltspielen in Neapel das Finale und belegte dort mit 1,75 m den zwölften Platz. Ende August wurde sie bei den Afrikaspielen in Rabat mit übersprungenen 1,75 m Siebte.
Von 2014 bis 2019 wurde du Plessis jedes Jahr südafrikanische Meisterin im Hochsprung.

## Persönliche Bestleistungen
- Hochsprung: 1,88 m, 31. März 2012 in Germiston